# مجد همكر
مجد همگر (ت. 686 هـ) هو أديب و شاعر و خطاط، من بلاد فارس.
هو مجد الدين الفارسي الشيرازي، وقيل اليزدي المعروف بمجد همگر. عاصر الشاعر سعدي الشيرازي و كان من ندماء الخواجة بهاء الدين الجويني حاكم العراق وفارس، وفي عهد أتابكة فارس حصل على لقب ملك الشعراء. توفي سنة 686 هـ.